# Hrebine
Hrebine – wieś w Chorwacji, w żupanii zagrzebskiej, w gminie Pušća. W 2011 roku liczyła 380 mieszkańców.